# Streptopelia risoria
Streptopelia risoria es un taxón obsoleto para referirse a la tórtola rosigrís doméstica. Estas tórtolas por su domesticidad son conocidas desde la antigüedad y fueron clasificadas como una especie desde el mismo Linneo, aunque en la actualidad no está reconocido el taxón desde que se refundiera con Streptopelia roseogrisea por la opinión 2215 de la Comisión Internacional de Nomenclatura Zoológica. Estas tórtolas hibridan fácilmente con todas las especies del género Streptopelia y de forma esporádica con otros géneros como Columba.

## Generalidades
La tórtola doméstica es frecuente entre los seres humanos al menos desde hace 2000 o 3000 años. Es fácil mantenerlas en cautividad, alcanzan a vivir hasta 12 años y son conocidas por su docilidad. En los últimos años han sido muy usadas para investigaciones científicas, particularmente en estudios sobre el comportamiento reproductivo, porque sus hábitos de cortejo, apareamiento, crianza, etc. son bien conocidos y muy consistentes. Sin embargo, al haber cambiado algunas características, tras generaciones de vida doméstica, (como pérdida del reflejo de pánico ante ruidos o agresiones, torpeza en el vuelo, etc.), es poco probable que una tórtola doméstica sobreviva en libertad. Los criadores han seleccionado muchas variaciones de color, especialmente durante la última mitad del siglo XX. Algunas de éstas abarcan una mutación que da lugar a ejemplares completamente blancos. Estas tórtolas blancas suelen simbolizar la paz y son las que se usan frecuentemente en espectáculos de magia y por tanto no son, como vulgarmente se cree, "palomas". (Por lo general los magos usan machos en sus espectáculos, porque al tener que confinarlas a espacios muy pequeños se correría el peligro de que una hembra rompiese en su interior un posible huevo, algo que sería fatal). 
Poblaciones cimarrones de la tórtola doméstica se establecen a veces tras escaparse de la cautividad, pero se incorporarán con poblaciones de tórtolas turcas si éstas existen en el área. Hay una de estas poblaciones en la ciudad de Los Ángeles, California, donde ni existe S. decaocto ni S. roseogrisea. Algunos biólogos incluyen esta tórtola como una raza doméstica de Streptopelia roseogrisea y se supone que la gran expansión natural en el siglo XX de las poblaciones de Streptopelia decaocto se deben en realidad a cambios producidos en el comportamiento receloso hacia el ser humano de poblaciones de tórtolas mestizadas con Streptopelia risoria naturalizadas. No obstante, por lo general las tórtolas domésticas no pueden vivir en libertad por sí mismas y su supervivencia en la naturaleza es bastante difícil.
El arrullo de la tórtola doméstica es producido por medio de músculos especializados que hacen vibrar el aire que sale de los pulmones. Estos músculos pertenecen a la clase más rápida de músculos en los vertebrados y se contraen diez veces más rápidamente que los músculos que los vertebrados utilizan para correr. Esta clase de músculos suelen ubicarse en los tejidos especializados para movimientos de alta velocidad, como los que suenan el cascabel de un crótalo, por ejemplo. Las tórtolas domésticas son las primeras aves descubiertas que tienen esta clase de músculos.